# Hiroshi Ibusuki
Hiroshi Ibusuki (japanisch 指宿 洋史 Ibusuki Hiroshi; * 27. Februar 1991 in Nagareyama) ist ein japanischer Fußballspieler.

## Karriere
Hiroshi Ibusuki erlernte das Fußballspielen in der Jugendmannschaft von Kashiwa Reysol. Seinen ersten Vertrag unterschrieb er 2009 bei FC Girona. Danach spielte er bei Real Saragossa, CE Sabadell, FC Sevilla, KAS Eupen und FC Valencia. 2014 wechselte er nach Niigata zu Albirex Niigata. Der Verein spielte in der höchsten Liga des Landes, der J1 League. Für den Verein absolvierte er 67 Erstligaspiele. Im März 2017 wechselte er zum Zweitligisten JEF United Chiba. Für den Verein absolvierte er 61 Ligaspiele. Der Erstligist Shonan Bellmare nahm ihn 2019 für zwei Jahre unter Vertrag. Für Shonan stand er 34-mal in der ersten Liga auf dem Spielfeld. Im Januar 2021 verpflichtete ihn der Ligakonkurrent Shimizu S-Pulse.